# Makdous
Le makdous (en arabe : المكدوس ou parfois المقدوس) est un plat du Levant composé de petites aubergines farcies fermentées.

## Histoire

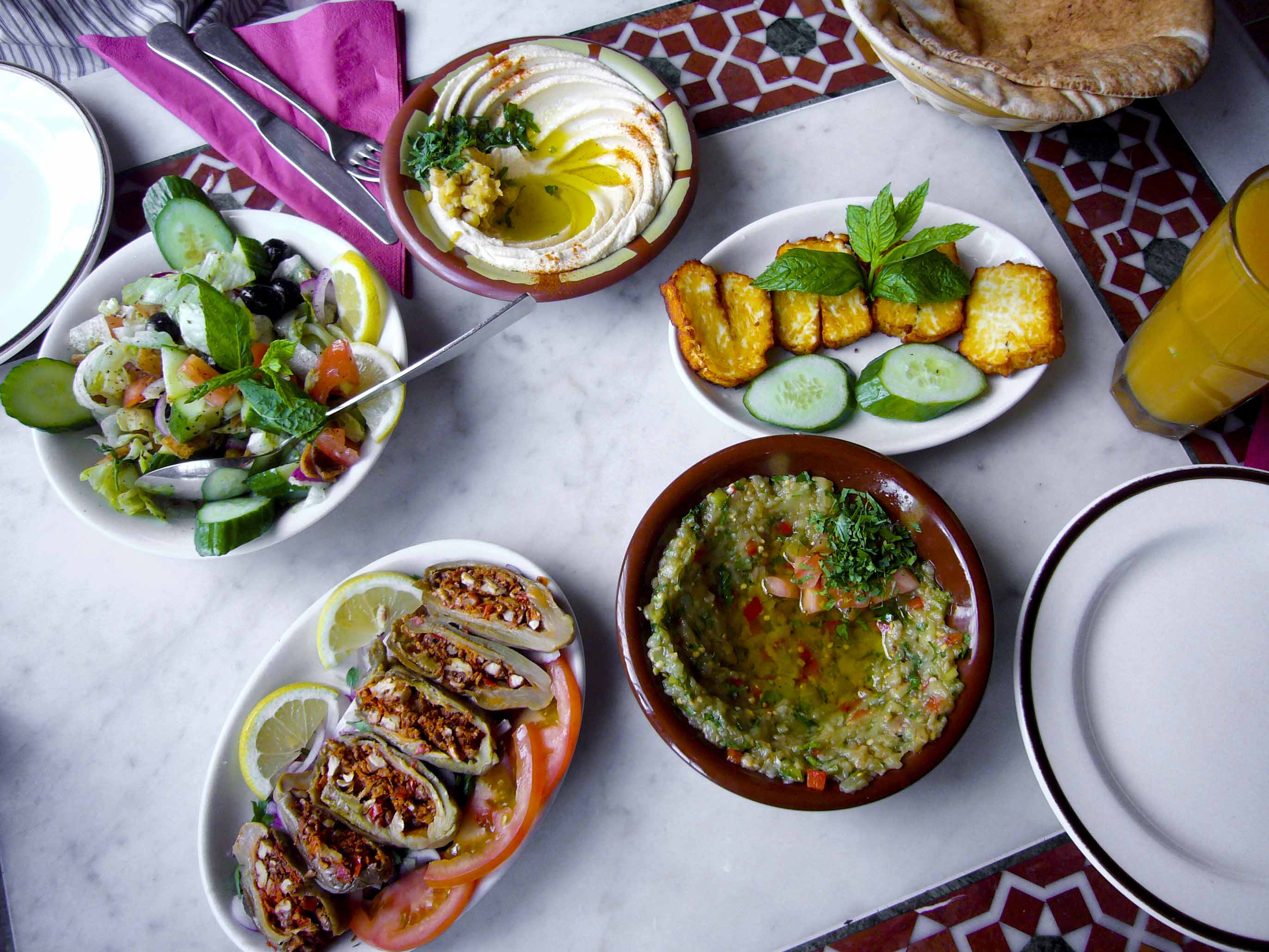
Un plat de makdous (en bas à gauche) dans un mezzé syrien.

Ce plat aurait été créé en Syrie[réf. nécessaire] où il est consommé en mezzé au petit déjeuner ou au diner.
Il est apprécié dans le Levant pour sa longue conservation naturelle : il est préparé en automne puis se conserve toute l'année,.

## Préparation
Le makdous est fait à partir de jeunes aubergines farcies par un mélange de noix, d'ail, et de piment (piment d'Alep). Ces aubergines sont ensuite salées puis marinées dans de l'huile d'olive.

## Lemakdousdans la culture
Dans L'Arabe du futur de Riad Sattouf, le makdous est présenté comme un plat typique de la cuisine syrienne, et l'auteur compare son aspect à un « organe sanguinolent ».